# 真部裕
真部 裕（まなべ ゆう、1980年3月11日 - ）は北海道生まれのヴァイオリニスト、作曲家。株式会社スネークミュージック所属。

## 略歴
- 7歳よりヴァイオリンを始める。1995年　東京芸術大学音楽学部附属音楽高等学校に入学。
- 1998年　東京芸術大学音楽学部器楽科入学。2002年　東京芸術大学を首席卒業。

## 活動詳細

### 個人
ソリストとして東京フィルハーモニー交響楽団、東京藝術大学管弦研究部ソロコンサートマスターとして仙台フィルハーモニー管弦楽団、神奈川フィルハーモニー管弦楽団と共演している。
2006年度までオムニバスコンサート「Live image」のオーケストラストリングスのメンバーであった。
真部裕ストリングスとして、映画音楽やJ-POPのアレンジやレコーディングを行い、また、いきものがかり、岩崎宏美、由紀さおりらのツアーサポートもしている。ももいろクローバーZのライブ『ももいろクリスマス2018 DIAMOND PHILHARMONY』では、24名のストリングス隊として参加し重要な役割を担った。

### ユニット
ユニット活動としてはSnake・Anovio・セレブ弦楽四重奏団・NAMARAなど多岐に渡り、ポップス・クラシック・ジャズなど幅広いジャンルを演奏する。
Snake
藝高時代に出会った、後の作曲家でありチェリストの丸山朋文とのユニット。「世界一格好良い最先端の音楽」と自称する。
基本のツアーメンバーはSnakeの二人と、室屋光一郎（ヴァイオリン）と三木章子（ヴィオラ）の4人。
ツアーはこれまでに「Live Snage〜あの感動はまたたび〜（2006/9/3〜10/5　全4公演）」「Live Snage deux〜あの感動はまたたび〜（2006/4/16〜6/4　全6公演）」等。
Anovio
ジャズピアニスト森下滋とのユニット。ジャズスタンダードやオリジナルの楽曲で、アメリカNYCを含むワールドツアーも成功させる。
初のツアーは2006年4月18日の大泉学園のゆめりあホールを皮切りに、同年5月31日までの全7公演で、音源化もされており、2006年4月18日に1stアルバム「ENERGY（エナジー）」をリリースした。
セレブ弦楽四重奏団
榊原大のツアー「Piano active〜2006越冬LIVE〜」にカルテットで参加したのがきっかけで、自身で結成。ツアー中に榊原が「カルテットと言ったらセレブ!」と言ったことが起因して命名された。略称「セレ弦」。
メンバーは真部裕、室屋光一郎、藤堂昌彦、多井智紀の4人。真部、室屋、藤堂の3人がヴァイオリン・ヴィオラ、多井がチェロを担当している。
2007年3月21日にSMEJよりCDをリリース。オリジナルCDではなく、ビートルズの楽曲を石坂慶彦がアレンジ・プロデュースしたものを収録。同年9月にCeleb Recordよりオリジナル曲の「ごった煮」をリリース。
「Dai Sakakibara Winter Concert 2008 / 榊原大withセレブ弦楽四重奏団」がDVD化され、特典映像として、彼が得意としライブでも披露してきたデタラメな各国の言葉によるインタビューが収録されている。
NAMARA
"メンバーのやりたいもの＝客のききたいもの"が同じになることを目指すバンドであり、クラシック・ジャズ・ポップス・オリジナル、と様々なジャンルを演奏する。メンバーは真部裕、石坂慶彦（ピアノ／バンドマスター）、木村将之（コントラバス）の3人。2005年の一時期、「石坂慶彦トリオ」として活動していた。

## オリジナル曲の由来
代表曲は「メロンジャム」「はじめて」「釣り日和」など。「メロンジャム」は、北海道の月形町で行われているメロンジャムフェスティバルになぞらえて作られた曲で、ジャムはジャムセッションのジャムで、食べ物のジャムではない。「はじめて」は、真部がヨーロッパに行った時に初めて見た風景の美しさ表現した曲で、また初めて作ったバラード曲でもある。因みに、初演は2006年1月17日、MotionBlue YOKOHAMAで行われた。
「釣り日和」は、真部の趣味の一つをテーマにしたもので、釣りに出かけるシーンから実際に釣るシーンまでをセクション毎に描写して作られた曲。また、タイトルを先に考えて作ったのはこの曲が初の試み。が、その時付けられたタイトル「釣り」は、CD化の際にプロデューサー側の意向で「釣り日和」に変更された。
ほかに、東京都港区三田にあるMIT（三田）studioで作られた「M・I・T」（真部・1曲目・チューンとの含みもある）や七拍子の曲「なな」、アイリッシュ音楽をイメージした「Irish」、NYでの出来事を元にした「Back my money！」、「T-A-N-J-U-N」「It's my language」「メカニックムォード」「Size（響）」「Opening（オペニング）」「iichiko」などがある。

## ユニット及びソロ作品
| 発売日     | 参加形態           | タイトル                                                              | 特筆                               |
| 2005.04.01 | SNAKE              | Snake                                                                 | 2006.02.ジャケットのみリニューアル |
| 2006.04.13 | SNAKE              | Snake deux                                                            |                                    |
| 2006.04.18 | ANOVIO             | ENERGY                                                                | 1st Album                          |
| 2007.05.21 | セレブ弦楽四重奏団 | STRINGS FIELDS FOREVER〜Lennon & McCartney Songs for String Quartet〜 |                                    |
| 2007.09.06 | セレブ弦楽四重奏団 | ごった煮                                                              | mini Album                         |
| 2010.09.01 | セレブ弦楽四重奏団 | Dai Sakakibara Winter Concert 2008                                    | DVD                                |
| 2010.09.01 | 真部裕             | Borderless                                                            | 真部裕 1st Album                   |
| 2013.12.04 | SNAKE              | ベスネクラシック 迷曲100選                                            | SNAKE 4th Album                    |
| 2015.09.24 | すねーくふぃる     | Eel Song〜うなぎの歌〜                                                | 歌:いわおじゅんこシングルカット版  |

## 参加作品
(抜粋)

### ソロ参加
- サウンドトラック
  - ファイナルファンタジーXIII-2 オリジナルサウンドトラックプラス - 「The Last Hunter_original long edition」「Her Sister-In Spring-」「Buriesca」「Helter Skelter」
  - 外事警察
  - IS 〈インフィニット・ストラトス〉 - 「恋をはじめましょう」「輝跡-kiseki- (London Re-Mix)」「月導-Tsukisirube-」
  - ノーラと刻の工房 霧の森の魔女 - 「今あたしがつむぐ日々」「町の灯」
  - これはゾンビですか?めっちゃ挿入歌&めっちゃサントラ番外編
- ORANGE RANGE - 「Happy Life」
- SEKAI NO OWARI - 「スターライトパレード」「Fight Music」
- 宮野真守 - 「エベバデダッゴナカッピョヘーン」

### ストリングス参加
- aiko - 「白い道」「ずっと」「恋のスーパーボール/ホーム」「自転車」
- 有安杏果 - 「ペダル」[1]「ナツオモイ」[2]
- いきものがかり - 「ぱぱぱ〜や」「あしたのそら」「白いダイアリー」「ありがとう」「ブルーバード」「コイスルオトメ」「心の花を咲かせよう」「my rain」
- 岩崎宏美 - 「Love」「時の針」「糸遊」「あなたにだから」「あなたへ 〜いつまでも いつでも〜」「奇跡 〜大きな愛のように〜」「道化師のソネット」「予約席」「ひまわり」
- EXILE ATSUSHI & 久石譲 - 「懺悔 (Instrumental)」
- 小曽根真 - 「THE SWELL OF TIME」「ROMANTIC WARRIOR」「MO'S NAP」「BACK ON THE TRAIL」「REMINISCENCE」「WINGS OF SWING」「WONDERING」「THE SWELL OF TIME (ENDING)」
- ゴスペラーズ - 「ロビンソン」
- ずっと真夜中でいいのに。 - 「お勉強しといてよ」「ミラーチューン」
- SMAP - 「唐獅子牡丹」
- Sexy Zone - 「RUN」
- つるの剛士 - 「逢いたくていま」「あなたに逢いたくて 〜Missing You〜」「糸」
- 堂本剛 - 「I LOVE YOU」「街」「PRIDE」
- ナオト・インティライミ - 「365」
- HYDE - 「NOSTALGIC」「FINAL PIECE」
- 平原綾香 - 「別れの曲 (Vocal-less Track)」「サムワン・トゥ・ウォッチ・オーバー・ミー (Vocal-less Track)」
- V6 - 「線香花火」
- 堀江由衣 - 「アシンメントリー」
- miwa - 「キットカナウ（〜instrumental〜） 」「ミラクル (Instrumental)」「めぐろ川 <stringsversion>」
- モーニング娘。 - 「Loving you forever」
- ももいろクローバーZ - 「空のカーテン」
- ゆず - 「守ってあげたい」
- L'Arc〜en〜Ciel - 「ミライ」
- ワルキューレ - 「絶対零度Θノヴァティック」「Absolute 5」

#### サウンドトラック
- 中二病でも恋がしたい!戀
- あぽやん
- のぼうの城
- リッチマン、プアウーマン
- ヘルタースケルター - Her Sister-The Letter-
- リーガル・ハイ